# Lista de autores que anteciparam a ideia de evolução biológica
A concepção de que as espécies mudam ao longo do tempo tem raízes muito anteriores à publicação da obra A Origem das Espécies . Diversas obras foram mencionadas pelo naturalista britânico Charles Darwin que, segundo o mesmo, anteciparam o pensamento evolutivo confrontando a visão fixista . O próprio livro The Origin of Species by Means of Natural Selection, or the Preservation of Favoured Races in the Struggle for Life na sexta edição traz um compêndio de autores. 

## Lista
| Ano  | Autor                                   | Obra que menciona a modificação das espécies                                         | Fonte                     |
| 1789 | Georges-Louis Leclerc De Buffon         | Histoire Naturelle                                                                   | [ 3 ] [ 4 ] [ 7 ]         |
| 1794 | Erasmus Robert Darwin                   | Zoonomia                                                                             | [ 3 ] [ 4 ] [ 8 ]         |
| 1795 | Johann Wolfgang Von Goethe              | Mencionado em: Goethe als Naturforscher                                              | [ 3 ] [ 4 ] [ 9 ]         |
| 1809 | Jean-Baptiste De Lamarck                | Philosophie Zoologique                                                               | [ 3 ] [ 4 ] [ 10 ]        |
| 1810 | Ludwing-Gilbert Lorenz Oken             | Natur-Philosophie                                                                    | [ 3 ] [ 4 ] [ 11 ]        |
| 1818 | Willian Charles Wells                   | Two essays: Upon a single vision with two eyes                                       | [ 3 ] [ 4 ] [ 12 ]        |
| 1819 | Jean-Louis Marie Poiret                 | Leçons de Flore                                                                      | [ 3 ] [ 4 ]               |
| 1821 | Eduard Joseph d’Alton                   | Vergleichende Osteologie                                                             | [ 3 ] [ 4 ]               |
| 1822 | Willian Herbert (botânico, 1778-1847)   | Horticultural Transactions                                                           | [ 3 ] [ 4 ]               |
| 1826 | Robert Edmond Grant                     | Edinburgh Philosophical Journal                                                      | [ 3 ] [ 4 ]               |
| 1828 | Etienne Geoffroy Saint-Hilaire          | Mencionado em: La vie d’ Etienne Geoffroy Saint-Hilaire                              | [ 3 ] [ 4 ]               |
| 1831 | Patrick Matthew                         | Naval Timber na Arboriculture                                                        | [ 3 ] [ 4 ] [ 13 ]        |
| 1836 | Cristian Léopold Von Buch               | Description Physique des Isles Canaries                                              | [ 3 ] [ 4 ]               |
| 1836 | Constantine Samuel Rafinesque           | New flora and botany of North America                                                | [ 3 ] [ 4 ]               |
| 1838 | Karl Friedrich Burdach                  | Boston Journal of Natural History                                                    | [ 3 ] [ 4 ]               |
| 1842 | Elias Magnus Fries                      | Lichenographia europoea reformata                                                    | [ 3 ] [ 4 ]               |
| 1844 | Samuel Stehman Haldeman                 | Boston Journal of Natural History                                                    | [ 3 ] [ 4 ]               |
| 1844 | Robert Chambers de Peebles              | Vestiges of Creation                                                                 | [ 3 ] [ 4 ]               |
| 1846 | Jean Baptiste Julien D’omalius D’halloy | Bulletins de I’Academie Royalle de Bruxelles                                         | [ 3 ] [ 4 ]               |
| 1849 | Richard Owen                            | On the Nature of Limbs                                                               | [ 3 ] [ 4 ]               |
| 1851 | Isidore Geoffroy Saint-Hilaire          | Revue et Magasin de Zoologie                                                         | [ 3 ] [ 4 ]               |
| 1851 | Henry Freke                             | Panfleto - Dublin Medical Press                                                      | [ 3 ] [ 4 ] [ 14 ]        |
| 1852 | Herbert Spencer                         | Leader                                                                               | [ 3 ] [ 4 ]               |
| 1852 | Charles Victor Naudin                   | Revue Horticole                                                                      | [ 3 ] [ 4 ]               |
| 1852 | Franz Joseph Andreas Nicolaus Unger     | Fonte: Untersuchungen über die Entwickelungs-Gesetze                                 | [ 3 ] [ 4 ]               |
| 1853 | Hermann Schaaffhausen                   | Verhandlung des naturhistorischen Vereins der preußischen Rheinlande und Westphalens | [ 3 ] [ 4 ]               |
| 1853 | Count Alexander von Keyserling          | Bulletin de la Societé de Geologie                                                   | [ 15 ]                    |
| 1854 | Henri Lecoq                             | Etudes sur Geographie Botanique                                                      | [ 3 ] [ 4 ]               |
| 1855 | Reverendo Baden Powell                  | Essays on the Unity of Worlds                                                        | [ 3 ] [ 4 ]               |
| 1856 | Jean B. Bory De Saint-Vicent            | Revue des cours publics                                                              | [ 16 ]                    |
| 1859 | Alfred Russel Wallace                   | Journal of the Linnean Society                                                       | [ 3 ] [ 4 ]               |
| 1859 | Rudolf Friedrich Johann Heinrich Wagner | Zoologisch Anthropologische Untersuchungen                                           | [ 3 ] [ 4 ] [ 17 ] [ 18 ] |
| 1859 | Thomas Henry Huxley                     | On the Persistent types of Animal Life                                               | [ 3 ] [ 4 ]               |
| 1859 | Joseph Dalton Hooker                    | Introduction to the Australian Flora                                                 | [ 3 ] [ 4 ]               |